# Glastron
Glastron var en amerikansk båttillverkare, som var en av de första företagen som gjorde båtar i glasfiberarmerad plast. Glastron är idag ett av Bénéteaus varumärken i Nordamerika.
Glastron grundades i Austin i Texas 1956 av Bob Hammond, Bill Gaston, Bob Shoop och Guy Woodard. Det såldes till Genmar Holdings på 1990-talet, varefter tillverkningen flyttades  till Minnesota. Glastron är känt för sina innovativa skrovkonstruktioner.
Glastrons "Glastonbury"-båtar förekom i James Bond-filmerna Leva och låta dö och Moonraker. För Leva och låta dö filmades en båtjakt nära Irish Bayou utanför New Orleans i Louisiana. 26 båtar byggdes av Glastron för denna film, varav 17 förstördes under förberedelserna. Racerbåtshoppscenen filmades med hjälp av en specialkonstruerad ramp och ledde också till ett rekord i Guinness rekordbok på 34 meter.

## Bildgalleri

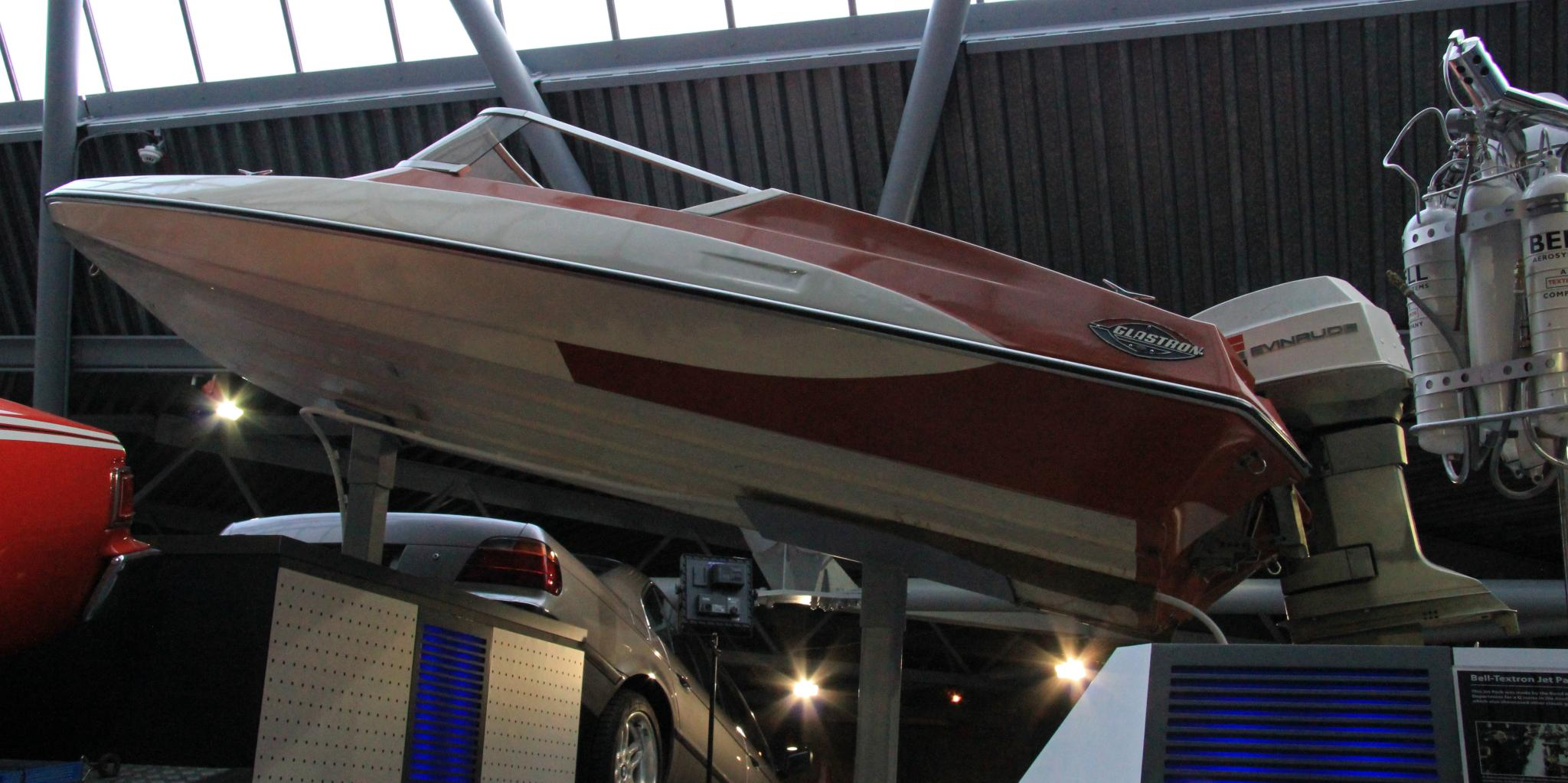
En Glastron GT-150, som användes vid inspelningen av filmen Leva och låta dö
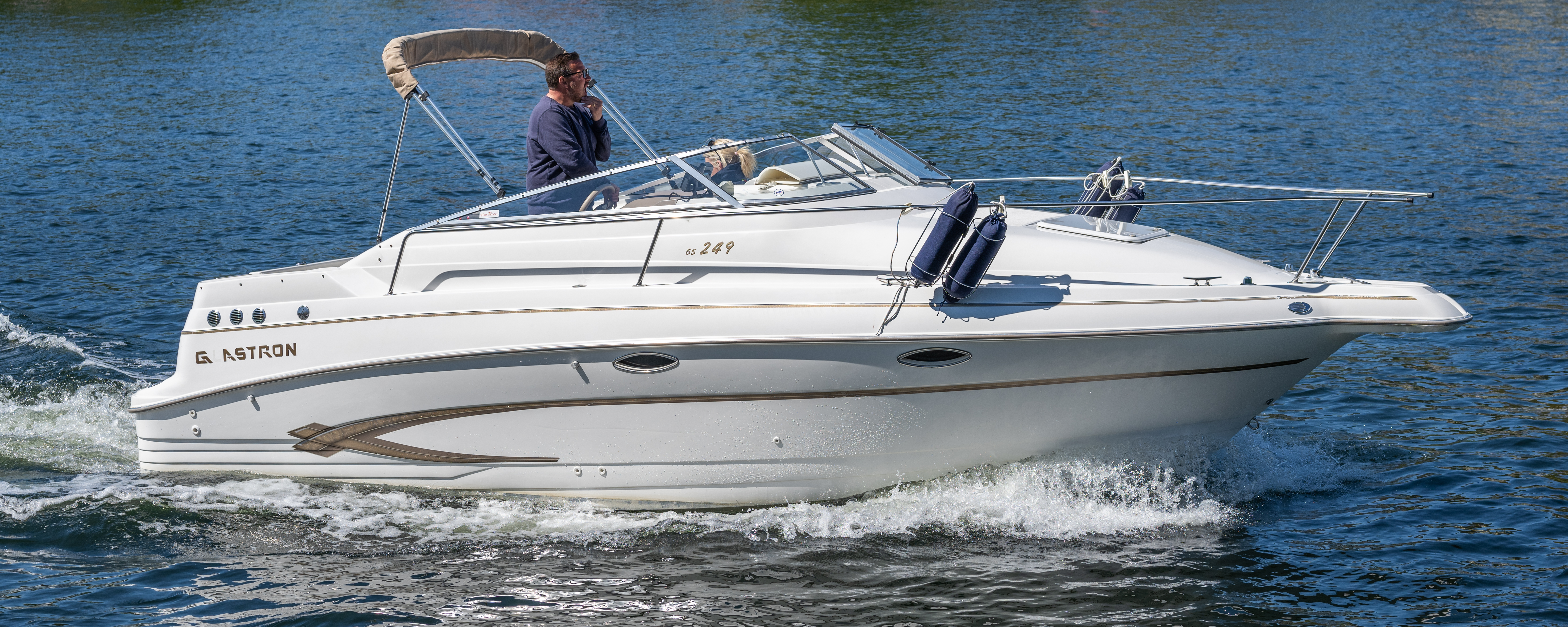
Glastron NZ7